# Christoph Friedrich Ayrmann

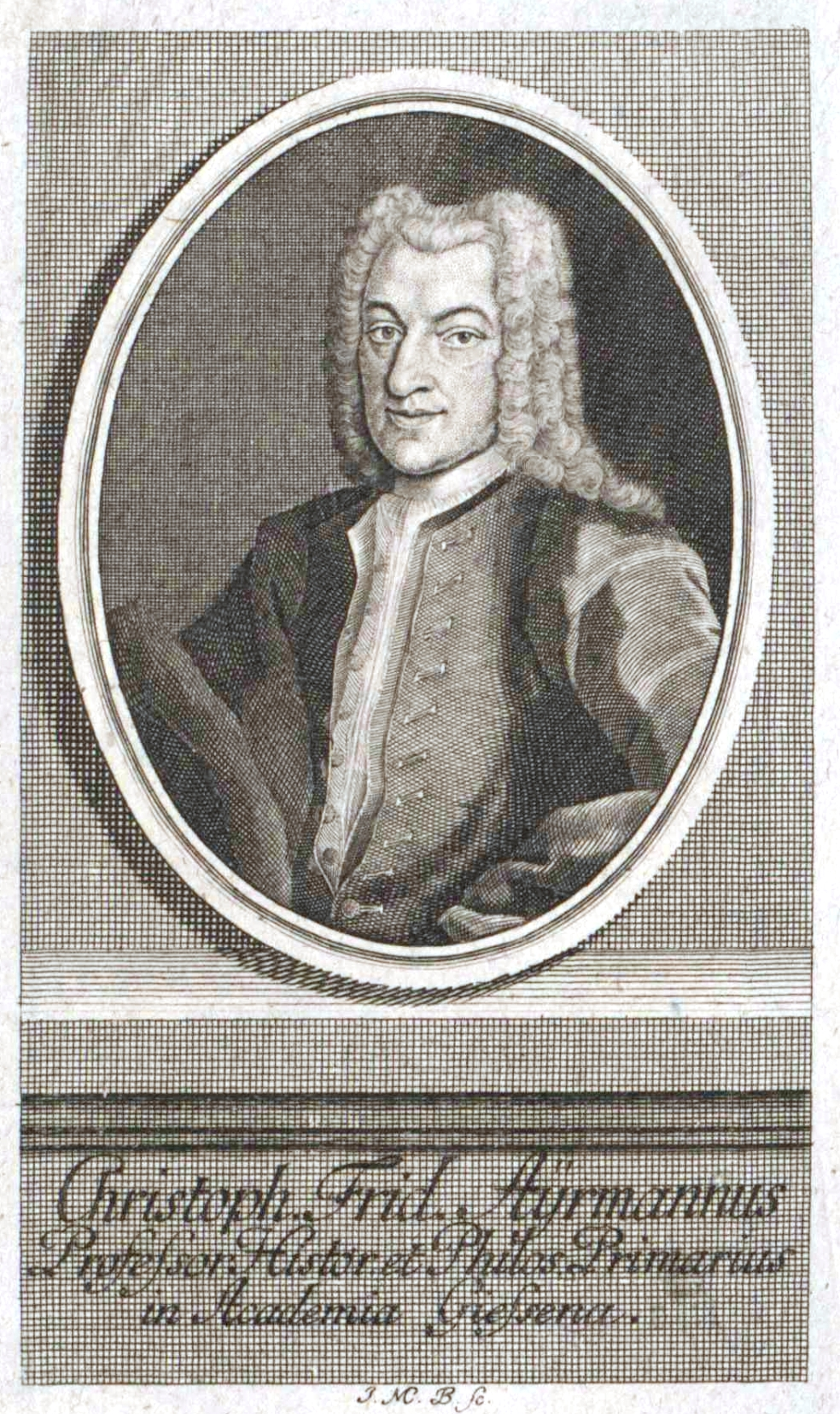
Christoph Friedrich Ayrmann, Stich von Johann Martin Bernigeroth (1742)

Christoph Friedrich Ayrmann (Pseudonym: Germanicus Sincerus; * 22. März 1695 in Leipzig; † 25. März 1747 in Gießen) war ein deutscher Historiker.

## Leben
Ayrmann begann seine Studien an der Universität Leipzig. Am  20. Mai 1710 ging er an die Universität Wittenberg, um ein Studium der Theologie zu verfolgen und erwarb am 16. Oktober 1712 den akademischen Grad eines Magisters der Philosophie. Er wendete sich aber den Rechtswissenschaften zu und war, nach einem kurzen Zwischenaufenthalt in Leipzig, am 27. April 1720 Adjunkt der Wittenberger philosophischen Fakultät.
Am 11. November 1720 berief man ihn als ordentlichen Professor der Geschichte an die Universität Gießen. 1732 war er zugleich Bibliothekar in der Bibliothek von Johann Heinrich May dem Jüngeren, 1735 Universitätsbibliothekar und 1736 Primarius. Ayrmann hat zahlreiche kleine Schriften und Abhandlungen zur allgemeinen und insbesondere zur hessischen Geschichte, Literaturgeschichte und Topographie herausgebracht. Unter dem Namen „Germanicus Sincerus“ gab er auch Velleius Paterculus, Florus, Eutrop, Cäsar, Sueton, Justin und Terenz mit deutschen Anmerkungen heraus.

## Schriften (Auswahl)

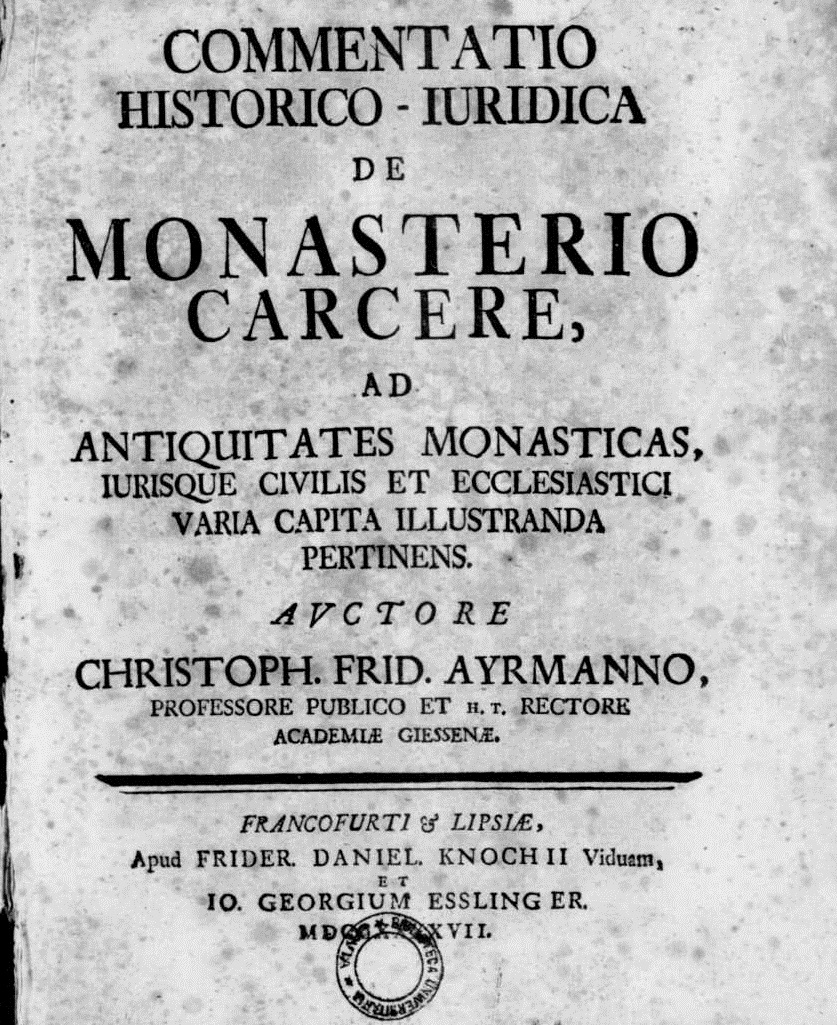
Commentatio historico-iuridica de monasterio carcere, 1747

- Commentatio historico-iuridica de monasterio carcere. Knoch & Esslinger, Frankfurt am Main 1747 (Latein, beic.it).
- Libellum Postumum de Peregrinis in Hassia Professoribus. E.H. Lammers, Gießen 1751.